# Chelonus chailini
Chelonus chailini är en stekelart som beskrevs av Walker och Trevor Huddleston 1987. Chelonus chailini ingår i släktet Chelonus och familjen bracksteklar. Inga underarter finns listade i Catalogue of Life.